# Optic 2000
Optic 2000 est une coopérative créée en 1969 par le Groupement d'achats des opticiens lunetiers, en abrégé GADOL.

## Histoire
Créé en 1962, le Groupement d’achats des opticiens lunetiers (GADOL) constitue l’enseigne Optic 2000 en 1969 sous forme de coopérative.
En 1999, le groupe crée deux filiales, Audio 2000, enseigne d’audioprothèse et Optic 2000 Suisse. Il rachète Lissac Opticien en 2003,. En 2004, l’enseigne compte 1 162 points de vente en France.
En 2008, le groupe met en place un système informatique de traçabilité avec un logiciel (PVO) lui permettant d’éviter les risques de substitution et fait signer à ses adhérents une charte éthique. Le groupe se sépare de ses adhérents qui ne souhaitent pas l’appliquer,.
Optic 2000 revendique un chiffre d'affaires consolidé  de 827 millions d'euros en 2017.
En 2023, Optic 2000 réalise un chiffre d'affaires consolidé de 1,292 milliard d'euros,.
En février 2024, Optic 2000 remporte le grand prix Essec du commerce 2024,.
En mars 2024, Optic 2000, en tant que Supporteur Officiel des JO de Paris 2024, recrute les frères Félix et Alexis Lebrun, champions de tennis de table. A l'issue de ce contrat de deux ans signé avec l'enseigne, leur maillot va arborer le logo Optic 2000,.

## Différentes entités du groupe
- Lissac : Georges Lissac ouvre son premier magasin en 1919. Entre 2003 et 2005, l’enseigne Lissac est rachetée par Optic 2000[20]. En 2017 Lissac a réalisé 31 millions de chiffre d'affaires avec 179 collaborateurs dans ses 27 établissements[21].

- Audio 2000 : enseigne du groupe spécialisée dans l’audioprothèse[22] a réalisé un chiffre d'affaires de 2,6 millions d'euros en 2017[23].

## Communication
Le groupe est le sponsor principal du Tour Auto Optic 2000, une course automobile qui se déroule chaque année en France au départ de Paris.
De 2002 à 2011, le chanteur Johnny Hallyday (parfois accompagné de sa femme Laeticia), tourne de nombreux spots publicitaire pour la marque,,,,.
Dans le cadre de cette opération, Optic 2000 s’adresse également aux enfants à travers un « Mini tour » à leur intention. Les enfants sont invités autour d’actions de sensibilisation sur la vue et l’audition.
En 1991, Optic 2000 a sponsorisé le Rallye de Tunisie.

### Jeux olympiques 2024
Dans le cadre de son implication dans les Jeux, Optic 2000 soutient deux athlètes français : Paméra Losange, une sprinteuse malentendante de haut niveau, et Jean Quiquampoix, un tireur sportif engagé dans des actions de sensibilisation à la protection de l'audition.

## Lobbying
Optic 2000 déclare à la Haute Autorité pour la transparence de la vie publique exercer des activités de lobbying en France pour un montant qui n'excède pas 25 000 euros sur l'année 2018.
La Fédération du commerce coopératif et associé, qui déclare à la Haute Autorité pour la transparence de la vie publique exercer des activités de lobbying en France pour un montant qui n'excède pas 400 000 euros sur l'année 2018, déclare parmi ses clients Optic 2000.

## Action en justice pour concurrence déloyale
Le groupe est condamné le 19 janvier 2015 en première instance à verser 29,5 millions d’euros à son concurrent Optical Center pour concurrence déloyale à la suite d'une enquête menée par celui-ci qui montrerait que les clients se retrouvaient avec des montants de facture différents de ceux figurant sur le devis, dans le but d'obtenir des remboursements supérieur des mutuelles,. Après avoir fait appel, la société se place sous procédure de sauvegarde. En 2016, la Cour d'appel de Paris invalide cette décision mais Optical Center se pourvoit en cassation, ; la Cour de cassation rejette le pourvoi en février 2018,.